# Ischnocoris angustulus
Ischnocoris angustulus är en insektsart som först beskrevs av Karl Henrik Boheman 1852.  Ischnocoris angustulus ingår i släktet Ischnocoris, och familjen fröskinnbaggar. Arten är reproducerande i Sverige.